# ترحيل (فلم)
ترحيل (بالإنجليزية:Rendition) هو فيلم أمريكي من نوع دراما وجريمة ، أنتج عام 2007، وشارك فيه الممثل المصري عمر متولي.

## وصلات خارجية
- الموقع الرسمي
- مقالات تستعمل روابط فنية بلا صلة مع ويكي بيانات